# NGC 4779
NGC 4779 ist eine 12,2 mag helle Balkenspiralgalaxie vom Hubble-Typ SBbc im Sternbild der Jungfrau und etwa 124 Millionen Lichtjahre von der Milchstraße entfernt.
Sie wurde am 15. April 1784 von Wilhelm Herschel mit einem 18,7-Zoll-Spiegelteleskop entdeckt, der sie dabei mit „vF, pL, vlbM, r“ beschrieb.